# 대부 (영화)
《대부》(代父, 영어: The Godfather)는 프랜시스 포드 코폴라 감독이 1972년에 만든 범죄 영화이다. 마리오 푸조가 쓴 동명의 소설을 바탕으로 만들었다. 말론 브란도와 알 파치노 등이 출연했으며 마피아 세계에서의 배신과 사랑을 그려내었다.
전 세계적으로 평론가들의 극찬을 받았으며, 흥행에도 성공했다. 니노 로타가 작곡한 주제곡도 큰 인기를 끌었다. 이후 1974년 속편 《대부 2》와 1990년 《대부 3》가 제작되었다.
대한민국에서는 1973년에 최초로 개봉하였으며 당시 작품 수입가는 13만 2천 달러였다. 이후, 1977년 5월 25일에 재개봉했고 ㈜예지림 엔터테인먼트에서 수입해 2010년 5월 27일에 재개봉하였다.

## 줄거리
1945년, 비토 코를레오네의 딸 코니 코를레오네와 카를로 리치의 결혼식이 진행되고 있다. 그동안 비토 코를레오네는 뉴욕 마피아 조직의 우두머리로서 사람들의 부탁을 들어 준다. 그의 막내아들 마이클 코를레오네는 이차대전에서 해병대 복무를 마치고 돌아와 여자친구 케이 애덤스를 가족들에게 소개한다. 유명 가수이자 비토의 대자인 조니 폰테인은 어느 영화에 출연하려고 비토의 도움을 받고 싶어한다. 비토는 자신의 고문 변호사 톰 헤이건을 로스앤젤레스로 보내 영화 제작사 사장인 잭 월츠를 설득하도록 하지만 월츠는 거부한다. 이튿날 깨어난 그는 침대에 자신이 아끼는 종마의 목이 잘려 놓여 있는 것을 알게 된다.
크리스마스 며칠 전, 타탈리아 가문의 후원을 받는 마약 조직 두목인 버질 솔로초가 비토를 찾아와 자신의 마약 사업에 돈을 투자하고 정치적 연줄을 써서 보호해 달라고 부탁한다. 비토는 마약 사업에 뛰어들면 정치적 연줄을 잃을 위험이 있다고 판단해 거절한다. 수상함을 느낀 비토는 자객인 루카 브라시를 보내 이들의 꿍꿍이를 알아내도록 한다. 그러나 루카 브라시는 브루노 타탈리아와 솔로초와의 첫 만남에서 목 절려 살해당한다. 얼마 뒤 솔로초 패거리가 비토를 총으로 쏘고 헤이건을 납치한다. 장남인 소니가 코를레오네 가문을 지휘하는 동안, 솔로초는 자신의 제안을 받아들이도록 소니를 설득하라고 헤이건을 풀어준다. 코를레오네 패밀리는 브라시의 방탄조끼로 싼 물고기를 전달받는다. 이는 루카 브라시가 물고기 밥이 되었다는 뜻이다. 비토는 살아 있고, 마이클은 병원에서 아버지를 암살하려는 시도를 저지한다. 솔로초의 보디가드 행세를 하고 있는 부패한 뉴욕 경찰 마크 매클러스키가 마이클의 턱뼈를 부러뜨린다. 소니는 브루노 타탈리아에 대한 살인 청부로 보복한다. 마이클은 솔로초와 매클러스키를 죽일 계획을 세운다. 마이클은 협상을 하자고 두 사람을 브롱크스의 식당으로 불러내고는, 피터 클레멘자를 시켜 미리 숨겨 둔 총으로 그들을 살해한다.
당국의 탄압에도 불구하고 뉴욕의 다섯 마피아 가문은 전면전에 돌입하고, 비토는 아들들의 안전을 걱정한다. 마이클은 시칠리아로 숨어들고 프레도는 라스베이거스로 가 모 그린의 보호를 받는다. 카를로가 코니를 폭행하자 소니는 카를로를 거리에서 때리고 한 번만 더 그랬다간 죽이겠다고 협박한다. 카를로가 또다시 코니를 폭행하자 소니는 차를 몰고 그들의 집으로 향하지만 고속도로 요금소에서 매복을 받아 기관단총에 맞고 죽는다. 시칠리아에서 마이클은 아폴로니아 비텔리를 만나 결혼하지만, 마이클을 죽이려던 자동차 폭탄 때문에 아폴로니아가 죽고 만다.
비토는 소니의 죽음에 충격을 받고 타탈리아 가문이 에밀리오 바르지니에게 조종되고 있다는 사실을 깨닫고는 분쟁을 끝내기로 한다. 비토는 헤로인 사업에 대한 반대를 철회하고 소니의 죽음에 대해 복수하지 않겠다고 다른 마피아 가문에 약속한다. 안전을 보장받은 마이클은 집으로 돌아와 집안의 사업에 입문하고 케이와 결혼한다. 그는 케이에게 5년 내로 집안의 모든 사업을 합법적으로 만들겠다고 약속한다. 1950년대 초반까지 케이는 두 아이를 낳는다. 비토의 죽음이 가까워 오고 프레도는 힘이 없는 상황에서 마이클이 가문의 우두머리가 된다. 그는 헤이건에게 라스베이거스로 이동하고 고문 자리를 비토에게 넘기라고 말한다. 그 뒤 마이클은 가문 소유의 카지노에서 모 그린의 지분을 사들이러 라스베이거스에 갔다가, 프레도가 가문보다 그린에게 더 충성하는 것을 보고 분노한다.
1955년에 비토는 심장마비로 죽는다. 장례식에서 살바토레 테시오는 마이클에게 바르지니와 만나 보라고 청한다. 이는 비토가 생전에 경고했던 배신의 신호였다. 코니의 아이가 세례를 받는 날과 같은 날에 바르지니와의 만남이 잡힌다. 마이클이 아이의 대부로서 제단에 서 있는 동안, 코를레오네 가문의 자객들이 뉴욕 마피아 가문의 수장들과 모 그린을 살해한다. 테시오는 배신 혐의로 처형당하고 마이클은 카를로에게서 바르지니와 함께 소니의 죽음을 꾸몄다는 자백을 받아 낸다. 클레멘자는 카를로를 목 졸라 죽인다. 코니는 마이클을 살인자라고 비난하며 이 모든 살인을 명령한 게 마이클이라고 케이에게 말한다. 마이클이 이를 부정하자 케이는 마음을 놓는다. 그러나 코를레오네 가문의 조직원들이 돌아와 마이클을 ‘돈 코를레오네’라 부르며 경의를 표하고 그녀가 보지 못하도록 방 문을 닫는다.

## 등장인물
- 돈 비토 코를레오네 – 뉴욕 마피아 코를레오네 패밀리의 Don. 아명은 '비토 안돌리니'
- 산티노 '소니' 코를레오네 – 비토 코를레오네의 장남. 코를레오네 패밀리의 Underboss.
- 프레도 코를레오네 – 비토 코를레오네의 차남.
- 마이클 코를레오네 – 비토 코를레오네의 삼남.
- 코니 코를레오네 - 비토 코를레오네의 장녀. 남매 중 막내.
- 아폴로니아 비텔리 – 마이클 코를레오네의 첫 번째 아내.
- 케이 애덤스 – 마이클 코를레오네의 두 번째 아내.
- 톰 헤이건 – 비토 코를레오네의 양자이자 코를레오네 패밀리의 고문 변호사 겸 회계사. Consigliere.
- 피터 클레멘자 – 코를레오네 패밀리의 Caporegime. 비토 코를레오네에게는 젊어서부터 친구이자 부하.
- 살바토레 '살비' 테시오 – 코를레오네 패밀리의 Caporegime. 비토 코를레오네에게는 젊어서부터 친구이자 부하.
- 루카 브라시 - 비토 코를레오네의 밑에서 일하는 자객.
- 에밀리오 바르지니 – 경쟁 조직 바르지니 패밀리의 Don.
- 필립 타탈리아 – 경쟁 조직 타탈리아 패밀리의 Don.
- 버질 솔로초 – 경쟁 조직 타탈리아 패밀리의 하수인.

## 배역
- 말론 브란도 – 돈 비토 코를레오네 역
- 알 파치노 – 마이클 코를레오네 역
- 로버트 듀발 - 톰 헤이건 역
- 제임스 칸 – 산티노 "소니" 코를레오네 역
- 존 커제일 - 프레데리코 "프레도" 코를레오네 역
- 탈리아 샤이어 - 콘스탄치아 "코니" 코를레오네 역
- 지아니 루소 - 카를로 리치 역
- 시모네타 스테파넬리 - 아폴로니아 비텔리 역
- 다이앤 키튼 - 케이 애덤스 역
- 리처드 S. 카스텔라노 - 피터 클레멘차 역
- 스털링 헤이든 - 매클러스키 서장 역
- 존 말리 - 잭 월츠 역
- 리처드 콘테 - 에밀리오 바르지니 역
- 알 레티어리 - 버질 솔로초 역
- 에이브 비고다 - 살바토레 "샐" 테시오 역
- 알 마르티노 - 조니 폰테인 역
- 루디 본드 - 쿠네오 역
- 모가나 킹 - 카르멜라 코를레오네 역
- 레니 몬타나 - 루카 브라시 역
- 존 마티노 - 폴리 가토 역
- 살바토레 코르시토 - 아메리고 보나세라 역
- 안젤로 인판티 - 파브리치오 역
- 프랑코 치티 - 칼로 역
- 코라도 가이파 - 돈 톰마시노 역
- 사로 우르치 - 비텔리 씨 역
- 리처드 브라이트 - 앨 네리 역
- 앨릭스 로코 - 모 그린 역
- 토니 조르조 - 브루노 타탈리아 역
- 비토 스코티 - 나초리네 역
- 테레 리브라노 - 테리사 헤이건 역
- 빅터 렌디나 - 필립 타탈리아 역
- 지아니 리네로 - 루시 만치니 역
- 줄리 그레그 - 샌드라 코를레오네 역

## 한국판 성우진

### MBC 첫 더빙 (1990년 1월 1일)
- 유강진 - 비토 콜레오네(말론 브란도)
- 배한성 - 마이클(알 파치노)
- 김용식 - 톰(로버트 듀발)
- 양지운 - 소니(제임스 칸)
- 김진숙 - 케이(다이앤 키튼)
- 박기량 - 프레도(존 카제일)
- 정희선 - 코니(탈리아 샤이어)
- 이영달
- 이규연
- 이명숙
- 김기현
- 전국근

### MBC 재더빙 (1996년 12월 20일)
- 박일 - 비토 콜레오네(말론 브란도)
- 박지훈 - 마이클(알 파치노)
- 탁원제 - 톰(로버트 듀발)
- 박영희 - 코니(탈리아 샤이어)

### KBS (2000년 3월 12일)
- 유강진 - 비토 콜레오네(말론 브란도)
- 배한성 - 마이클(알 파치노)
- 장광 - 톰(로버트 듀발)
- 박기량 - 소니(제임스 칸)
- 김익태 - 프레도(존 카제일)
- 배정미 - 코니(탈리아 샤이어)
- 안경진 - 케이(다이앤 키튼)
- 노민 - 클레멘자(리차드 S. 카텔라노)
- 조달호 - 솔로초(알프레도 레티어리)
- 최흘 - 월츠(존 마리)
- 안종국 - 돈 바지니(리처드 콘트) / 모그린(앨릭스 로코)
- 문영래 - 경찰 서장(스털링 헤이든)
- 이종구 - 테시오(아베 비고다) / 루카(레니 몬타나)
- 정옥주 - 안토니(안토니 고나리스) / 간호사(캐롤 몰리)
- 홍승섭 - 타탈리아(빅터 렌디나) / 자니 폰테인(알 마르티노)
- 김일 - 카를로(지아니 루소)
- 성완경 - 폴리(존 마틴오)

### SBS (2004년 7월 11일)
- 장광 - 비토 콜레오네(말론 브란도)
- 박지훈 - 마이클(알 파치노)
- 김정호 - 톰 헤이근(로버트 듀발)
- 윤병화 - 소니(제임스 칸)
- 윤소라 - 케이(다이앤 키튼)
- 문영래 - 클레멘자(리차드 S. 카텔라노)
- 김태연 - 바르지니(리처드 콘티)
- 김태훈 - 솔로초(엘 레티에리)
- 한상혁 - 맥클루스키 경감(스텔링 헤이든)
- 신흥철 - 우올츠(존 말리)
- 성선녀
- 정동열
- 김익태
- 황윤걸
- 김옥경
- 채의진

## 수상
- 1973년 미국 아카데미 시상식 최우수작품상/남우주연상(말론 브란도)/각색상(마리오 푸조, 프랜시스 포드 코폴라)
- 1973년 영국 아카데미 시상식 안소니 아스퀴스상
- 1973년 골든 글러브 시상식 최우수작품상/남우주연상(드라마)/음악상/감독상/각본상

### 명예
- AFI 선정 위대한 영화 100편 2위

## 같이 보기
- 대부 (소설)
- 대부 2
- 대부 3